# Creatonotos feminatus
Creatonotos feminatus là một loài bướm đêm thuộc phân họ Arctiinae, họ Erebidae.